# Список астероїдів (154601—154700)
| Назва                        | Тимчасове позначення | Дата відкриття    | Місце відкриття             | Відкривач                   |
| ---------------------------- | -------------------- | ----------------- | --------------------------- | --------------------------- |
| (154601) 2003 PO2            | 2003 PO2             | 2 серпня 2003     | Обсерваторія Галеакала      | NEAT                        |
| (154602) 2003 PV11           | 2003 PV11            | 1 серпня 2003     | Сокорро (Нью-Мексико)       | LINEAR                      |
| (154603) 2003 QV25           | 2003 QV25            | 22 серпня 2003    | Паломарська обсерваторія    | NEAT                        |
| (154604) 2003 QM29           | 2003 QM29            | 23 серпня 2003    | Обсерваторія Чрні Врх       | Обсерваторія Чрні Врх       |
| (154605) 2003 QG34           | 2003 QG34            | 22 серпня 2003    | Паломарська обсерваторія    | NEAT                        |
| (154606) 2003 QK45           | 2003 QK45            | 23 серпня 2003    | Сокорро (Нью-Мексико)       | LINEAR                      |
| (154607) 2003 QJ57           | 2003 QJ57            | 23 серпня 2003    | Сокорро (Нью-Мексико)       | LINEAR                      |
| (154608) 2003 QE63           | 2003 QE63            | 23 серпня 2003    | Сокорро (Нью-Мексико)       | LINEAR                      |
| (154609) 2003 QF97           | 2003 QF97            | 30 серпня 2003    | Обсерваторія Кітт-Пік       | Spacewatch                  |
| (154610) 2003 QD101          | 2003 QD101           | 28 серпня 2003    | Обсерваторія Галеакала      | NEAT                        |
| (154611) 2003 RL4            | 2003 RL4             | 2 вересня 2003    | Сокорро (Нью-Мексико)       | LINEAR                      |
| (154612) 2003 SO37           | 2003 SO37            | 16 вересня 2003   | Паломарська обсерваторія    | NEAT                        |
| (154613) 2003 SJ56           | 2003 SJ56            | 16 вересня 2003   | Станція Андерсон-Меса       | LONEOS                      |
| (154614) 2003 SN58           | 2003 SN58            | 17 вересня 2003   | Станція Андерсон-Меса       | LONEOS                      |
| (154615) 2003 SG59           | 2003 SG59            | 17 вересня 2003   | Станція Андерсон-Меса       | LONEOS                      |
| (154616) 2003 SX137          | 2003 SX137           | 21 вересня 2003   | Сокорро (Нью-Мексико)       | LINEAR                      |
| (154617) 2003 SU155          | 2003 SU155           | 19 вересня 2003   | Станція Андерсон-Меса       | LONEOS                      |
| (154618) 2003 SZ176          | 2003 SZ176           | 18 вересня 2003   | Паломарська обсерваторія    | NEAT                        |
| (154619) 2003 SV189          | 2003 SV189           | 23 вересня 2003   | Обсерваторія Галеакала      | NEAT                        |
| (154620) 2003 ST203          | 2003 ST203           | 22 вересня 2003   | Станція Андерсон-Меса       | LONEOS                      |
| (154621) 2003 SZ204          | 2003 SZ204           | 22 вересня 2003   | Обсерваторія Кітт-Пік       | Spacewatch                  |
| (154622) 2003 SD205          | 2003 SD205           | 23 вересня 2003   | Паломарська обсерваторія    | NEAT                        |
| (154623) 2003 SU238          | 2003 SU238           | 27 вересня 2003   | Сокорро (Нью-Мексико)       | LINEAR                      |
| (154624) 2003 SS260          | 2003 SS260           | 27 вересня 2003   | Обсерваторія Кітт-Пік       | Spacewatch                  |
| (154625) 2003 SP297          | 2003 SP297           | 18 вересня 2003   | Обсерваторія Галеакала      | NEAT                        |
| (154626) 2003 SP309          | 2003 SP309           | 27 вересня 2003   | Сокорро (Нью-Мексико)       | LINEAR                      |
| (154627) 2003 UO14           | 2003 UO14            | 16 жовтня 2003    | Обсерваторія Кітт-Пік       | Spacewatch                  |
| (154628) 2003 UA224          | 2003 UA224           | 22 жовтня 2003    | Сокорро (Нью-Мексико)       | LINEAR                      |
| (154629) 2003 UM263          | 2003 UM263           | 27 жовтня 2003    | Сокорро (Нью-Мексико)       | LINEAR                      |
| (154630) 2003 VA10           | 2003 VA10            | 14 листопада 2003 | Паломарська обсерваторія    | NEAT                        |
| (154631) 2003 WO25           | 2003 WO25            | 21 листопада 2003 | Паломарська обсерваторія    | NEAT                        |
| (154632) 2003 WT151          | 2003 WT151           | 26 листопада 2003 | Обсерваторія Кітт-Пік       | Spacewatch                  |
| (154633) 2003 XT             | 2003 XT              | 3 грудня 2003     | Сокорро (Нью-Мексико)       | LINEAR                      |
| (154634) 2003 XX38           | 2003 XX38            | 4 грудня 2003     | Сокорро (Нью-Мексико)       | LINEAR                      |
| (154635) 2003 YX             | 2003 YX              | 17 грудня 2003    | Сокорро (Нью-Мексико)       | LINEAR                      |
| (154636) 2003 YB4            | 2003 YB4             | 16 грудня 2003    | Каталінський огляд          | Каталінський огляд          |
| (154637) 2003 YD26           | 2003 YD26            | 18 грудня 2003    | Сокорро (Нью-Мексико)       | LINEAR                      |
| (154638) 2003 YT79           | 2003 YT79            | 18 грудня 2003    | Сокорро (Нью-Мексико)       | LINEAR                      |
| (154639) 2003 YJ90           | 2003 YJ90            | 19 грудня 2003    | Обсерваторія Кітт-Пік       | Spacewatch                  |
| (154640) 2003 YW117          | 2003 YW117           | 17 грудня 2003    | Сокорро (Нью-Мексико)       | LINEAR                      |
| (154641) 2003 YS124          | 2003 YS124           | 28 грудня 2003    | Сокорро (Нью-Мексико)       | LINEAR                      |
| (154642) 2004 AX10           | 2004 AX10            | 5 січня 2004      | Сокорро (Нью-Мексико)       | LINEAR                      |
| (154643) 2004 BN83           | 2004 BN83            | 28 січня 2004     | Сокорро (Нью-Мексико)       | LINEAR                      |
| (154644) 2004 BH112          | 2004 BH112           | 26 січня 2004     | Станція Андерсон-Меса       | LONEOS                      |
| (154645) 2004 BY116          | 2004 BY116           | 28 січня 2004     | Каталінський огляд          | Каталінський огляд          |
| (154646) 2004 BC122          | 2004 BC122           | 28 січня 2004     | Каталінський огляд          | Каталінський огляд          |
| (154647) 2004 CS49           | 2004 CS49            | 11 лютого 2004    | Станція Андерсон-Меса       | LONEOS                      |
| (154648) 2004 DN3            | 2004 DN3             | 19 лютого 2004    | Сокорро (Нью-Мексико)       | LINEAR                      |
| (154649) 2004 DH25           | 2004 DH25            | 19 лютого 2004    | Сокорро (Нью-Мексико)       | LINEAR                      |
| (154650) 2004 EA12           | 2004 EA12            | 11 березня 2004   | Паломарська обсерваторія    | NEAT                        |
| (154651) 2004 EP15           | 2004 EP15            | 12 березня 2004   | Паломарська обсерваторія    | NEAT                        |
| (154652) 2004 EP20           | 2004 EP20            | 15 березня 2004   | Сокорро (Нью-Мексико)       | LINEAR                      |
| (154653) 2004 ES54           | 2004 ES54            | 14 березня 2004   | Паломарська обсерваторія    | NEAT                        |
| (154654) 2004 EG85           | 2004 EG85            | 15 березня 2004   | Сокорро (Нью-Мексико)       | LINEAR                      |
| (154655) 2004 EZ110          | 2004 EZ110           | 15 березня 2004   | Обсерваторія Кітт-Пік       | Spacewatch                  |
| (154656) 2004 FE3            | 2004 FE3             | 17 березня 2004   | Сокорро (Нью-Мексико)       | LINEAR                      |
| (154657) 2004 FE11           | 2004 FE11            | 17 березня 2004   | Обсерваторія Кітт-Пік       | Spacewatch                  |
| (154658) 2004 FA18           | 2004 FA18            | 27 березня 2004   | Станція Андерсон-Меса       | LONEOS                      |
| (154659) 2004 FT20           | 2004 FT20            | 16 березня 2004   | Каталінський огляд          | Каталінський огляд          |
| 154660 Кавелаарс (Kavelaars) | 2004 FX29            | 29 березня 2004   | Обсерваторія Мауна-Кеа      | Девід Белем                 |
| (154661) 2004 FL32           | 2004 FL32            | 30 березня 2004   | Сокорро (Нью-Мексико)       | LINEAR                      |
| (154662) 2004 FO46           | 2004 FO46            | 17 березня 2004   | Сокорро (Нью-Мексико)       | LINEAR                      |
| (154663) 2004 FP65           | 2004 FP65            | 19 березня 2004   | Сокорро (Нью-Мексико)       | LINEAR                      |
| (154664) 2004 FM67           | 2004 FM67            | 20 березня 2004   | Сокорро (Нью-Мексико)       | LINEAR                      |
| (154665) 2004 FS70           | 2004 FS70            | 17 березня 2004   | Обсерваторія Кітт-Пік       | Spacewatch                  |
| (154666) 2004 FQ81           | 2004 FQ81            | 16 березня 2004   | Сокорро (Нью-Мексико)       | LINEAR                      |
| (154667) 2004 FW108          | 2004 FW108           | 23 березня 2004   | Обсерваторія Кітт-Пік       | Spacewatch                  |
| (154668) 2004 FY118          | 2004 FY118           | 22 березня 2004   | Сокорро (Нью-Мексико)       | LINEAR                      |
| (154669) 2004 FA127          | 2004 FA127           | 27 березня 2004   | Сокорро (Нью-Мексико)       | LINEAR                      |
| (154670) 2004 FK134          | 2004 FK134           | 26 березня 2004   | Сокорро (Нью-Мексико)       | LINEAR                      |
| (154671) 2004 FA148          | 2004 FA148           | 16 березня 2004   | Обсерваторія Сайдинг-Спрінг | Обсерваторія Сайдинг-Спрінг |
| (154672) 2004 GR5            | 2004 GR5             | 11 квітня 2004    | Каталінський огляд          | Каталінський огляд          |
| (154673) 2004 GV12           | 2004 GV12            | 11 квітня 2004    | Паломарська обсерваторія    | NEAT                        |
| (154674) 2004 GS14           | 2004 GS14            | 13 квітня 2004    | Паломарська обсерваторія    | NEAT                        |
| (154675) 2004 GT19           | 2004 GT19            | 15 квітня 2004    | Сокорро (Нью-Мексико)       | LINEAR                      |
| (154676) 2004 GM24           | 2004 GM24            | 13 квітня 2004    | Обсерваторія Кітт-Пік       | Spacewatch                  |
| (154677) 2004 GF30           | 2004 GF30            | 12 квітня 2004    | Паломарська обсерваторія    | NEAT                        |
| (154678) 2004 GV33           | 2004 GV33            | 12 квітня 2004    | Паломарська обсерваторія    | NEAT                        |
| (154679) 2004 GD37           | 2004 GD37            | 14 квітня 2004    | Станція Андерсон-Меса       | LONEOS                      |
| (154680) 2004 GT37           | 2004 GT37            | 14 квітня 2004    | Станція Андерсон-Меса       | LONEOS                      |
| (154681) 2004 GX37           | 2004 GX37            | 14 квітня 2004    | Станція Андерсон-Меса       | LONEOS                      |
| (154682) 2004 GE49           | 2004 GE49            | 12 квітня 2004    | Обсерваторія Кітт-Пік       | Spacewatch                  |
| (154683) 2004 GK59           | 2004 GK59            | 12 квітня 2004    | Станція Андерсон-Меса       | LONEOS                      |
| (154684) 2004 GO59           | 2004 GO59            | 12 квітня 2004    | Обсерваторія Кітт-Пік       | Spacewatch                  |
| (154685) 2004 GO74           | 2004 GO74            | 15 квітня 2004    | Паломарська обсерваторія    | NEAT                        |
| (154686) 2004 GC78           | 2004 GC78            | 9 квітня 2004     | Обсерваторія Сайдинг-Спрінг | Обсерваторія Сайдинг-Спрінг |
| (154687) 2004 HS             | 2004 HS              | 17 квітня 2004    | Сокорро (Нью-Мексико)       | LINEAR                      |
| (154688) 2004 HV1            | 2004 HV1             | 20 квітня 2004    | Обсерваторія Дезерт-Іґл     | Вільям Йон                  |
| (154689) 2004 HF2            | 2004 HF2             | 16 квітня 2004    | Обсерваторія Кітт-Пік       | Spacewatch                  |
| (154690) 2004 HA6            | 2004 HA6             | 17 квітня 2004    | Сокорро (Нью-Мексико)       | LINEAR                      |
| (154691) 2004 HF18           | 2004 HF18            | 17 квітня 2004    | Сокорро (Нью-Мексико)       | LINEAR                      |
| (154692) 2004 HL26           | 2004 HL26            | 20 квітня 2004    | Сокорро (Нью-Мексико)       | LINEAR                      |
| (154693) 2004 HR44           | 2004 HR44            | 21 квітня 2004    | Сокорро (Нью-Мексико)       | LINEAR                      |
| (154694) 2004 HW48           | 2004 HW48            | 22 квітня 2004    | Обсерваторія Сайдинг-Спрінг | Обсерваторія Сайдинг-Спрінг |
| (154695) 2004 HD50           | 2004 HD50            | 23 квітня 2004    | Сокорро (Нью-Мексико)       | LINEAR                      |
| (154696) 2004 HX61           | 2004 HX61            | 25 квітня 2004    | Сокорро (Нью-Мексико)       | LINEAR                      |
| (154697) 2004 JY1            | 2004 JY1             | 10 травня 2004    | Обсерваторія Ріді-Крик      | Джон Бротон                 |
| (154698) 2004 JQ8            | 2004 JQ8             | 12 травня 2004    | Обсерваторія Сайдинг-Спрінг | Обсерваторія Сайдинг-Спрінг |
| (154699) 2004 JT8            | 2004 JT8             | 13 травня 2004    | Станція Андерсон-Меса       | LONEOS                      |
| (154700) 2004 JP13           | 2004 JP13            | 8 травня 2004     | Паломарська обсерваторія    | NEAT                        |